# Psyrassa proxima
Psyrassa proxima är en skalbaggsart som beskrevs av Toledo 2006. Psyrassa proxima ingår i släktet Psyrassa och familjen långhorningar.
Artens utbredningsområde är:
- Guatemala.
- Honduras.

Inga underarter finns listade i Catalogue of Life.